# Rookie Blue
Rookie Blue (Policía novato) es una serie de televisión canadiense. Fue creada por Morwyn Brebner, Tassie Cameron y Ellen Vanstone. Estrenada el 24 de junio de 2010, se emitió simultáneamente en las cadenas Global, de Canadá, y ABC, de Estados Unidos.
El 12 de julio de 2010 se anunció su renovación para una segunda temporada después de sólo haber emitido tres capítulos.
La temporada 3 se estrenó el jueves 24 de mayo a 10|9c en ABC.
El 17 de julio de 2013 ABC y Global anunciaron que Rookie Blue  sería renovada para una quinta temporada. El 24 de marzo de 2014, ABC y ET Canada anunciaron que la quinta temporada empezaría el 17 de julio.
Después de su seis temporadas y 74 capítulos, la cadena ABC anunció que la serie se cancela, argumentando que ésta ha llegado a un desenlace natural.

## Argumento
Esta serie sigue la vida de cinco jóvenes y ambiciosos policías, recién salidos de la Academia que desde el primer día de trabajo se zambullen en el mundo policial de la gran ciudad desde la comisaría 15.
El alma de este unido grupo es la perfeccionista de 26 años, Andy McNally quien siempre quiso ser una "buena policía". Su padre fue policía, y a pesar de que no era el mejor, ni tampoco el mejor padre, Andy sabe que no va a encontrar esta sensación de familia, lealtad y emoción en ningún otro trabajo. La serie explora las pruebas, triunfos, competición y camaradería de Andy y sus compañeros, quienes están a punto de aprender que ningún entrenamiento puede prepararlos para la vida real.

## Localización
La serie está ambientada en Toronto, y, aunque no se hacen referencias a la localización exacta, las calles King Street y Jameson Avenue fueron usadas en una escena en el capítulo piloto. Los coches de policía utilizados son muy similares a los del Servicio de Policía de Toronto.

## Reparto

### Principal
- Missy Peregrym como Andrea "Andy" McNally
- Gregory Smith como Dov Epstein
- Enuka Okuma como Traci Nash
- Travis Milne como Christian "Chris" Diaz
- Charlotte Sullivan como Gail Peck
- Matt Gordon como Oliver Shaw
- Ben Bass como Sam Swarek
- Lyriq Bent como Frank Best (temporadas 1-4; invitado temporada 5)
- Noam Jenkins como Jerry Barber (temporadas 1-3)
- Eric Johnson como Lucas "Luke" Callaghan (temporadas 1-2; recurrente temporadas 3-4)
- Melanie Nicholls-King como Noelle Williams (temporadas 2-3; recurrente temporadas 1, 4, 6)
- Peter Mooney como Nick Collins (temporadas 3-6)
- Rachael Ancheril como Marlo Cruz (temporada 4; recurrente temporadas 4-6)
- Priscilla Faia como Chloe Price (temporadas 4-6)
- Adam MacDonald como Stephen "Steve" Peck (temporada 5; recurrente temporadas 1, 4, 6)

### Recurrente
- Peter MacNeill como Tommy McNally
- Barbara Williams como Claire McNally
- Aaron Abrams como Donovan Boyd
- Camille Sullivan como Jo Rosati
- Mayko Nguyen como Sue Tran
- Aliyah O'Brien como Holly Stewart
- Jim Codrington como el Sargento Bailey
- Emily Hampshire como Celery

## Episodios
| Temporada | Temporada | Episodios | Episodios | Emisión original    | Emisión original         |
| Temporada | Temporada | Episodios | Episodios | Primera emisión     | Última emisión           |
| --------- | --------- | --------- | --------- | ------------------- | ------------------------ |
|           | 1         | 13        | 13        | 24 de junio de 2010 | 9 de septiembre de 2010  |
|           | 2         | 13        | 13        | 23 de junio de 2011 | 8 de septiembre de 2011  |
|           | 3         | 13        | 13        | 24 de mayo de 2012  | 6 de septiembre de 2012  |
|           | 4         | 13        | 13        | 23 de mayo de 2013  | 12 de septiembre de 2013 |
|           | 5         | 11        | 11        | 19 de mayo de 2014  | 6 de agosto de 2014      |
|           | 6         | 11        | 11        | 21 de mayo de 2015  | 29 de julio de 2015      |

### Temporada 1 (2010)
| N.º en serie | N.º en temp. | Título                   | Dirigido por     | Escrito por                                   | Fecha de emisión original | Audiencia (millones) |
| ------------ | ------------ | ------------------------ | ---------------- | --------------------------------------------- | ------------------------- | -------------------- |
| 1            | 1            | «Fresh Paint»            | David Wellington | Tassie Cameron                                | 24 de junio de 2010       | 1,9                  |
| 2            | 2            | «Mercury Retrograde»     | Charles Binamé   | Morwyn Brebner                                | 1 de julio de 2010        | 1,394                |
| 3            | 3            | «Fite Nite»              | David Wellington | Esta Spalding                                 | 8 de julio de 2010        | 1,753                |
| 4            | 4            | «Signals Crossed»        | Paul Fox         | Sherry White                                  | 15 de julio de 2010       | 1,640                |
| 5            | 5            | «Broad Daylight»         | Alex Chapple     | Semi Chellas                                  | 22 de julio de 2010       | 1,805                |
| 6            | 6            | «Bullet Proof»           | Charles Binamé   | Ellen Vanstone                                | 29 de julio de 2010       | 1,483                |
| 7            | 7            | «Hot and Bothered»       | David Wellington | Russ Cochrane                                 | 5 de agosto de 2010       | 1,598                |
| 8            | 8            | «Honour Roll»            | Érik Canuel      | Adam Pettle                                   | 12 de agosto de 2010      | 1,529                |
| 9            | 9            | «Girlfriend of the Year» | David Wellington | Tassie Cameron                                | 19 de agosto de 2010      | 1,476                |
| 10           | 10           | «Big Nickel»             | Steve DiMarco    | Morwyn Brebner & Adam Pettle                  | 26 de agosto de 2010      | 1,682                |
| 11           | 11           | «To Serve or Protect»    | TW Peacocke      | Russ Cochran                                  | 2 de septiembre de 2010   | 1,547                |
| 12           | 12           | «In Blue»                | John Fawcett     | Noelle Carbone & Esta Spalding                | 9 de septiembre de 2010   | 1,480                |
| 13           | 13           | «Takedown»               | David Wellington | Ellen Vanstone & Adam Barken & Tassie Cameron | 9 de septiembre de 2010   | 1,480                |

### Temporada 2 (2011)
| N.º en serie | N.º en temp. | Título                  | Dirigido por      | Escrito por    | Fecha de emisión original | Audiencia (millones) |
| ------------ | ------------ | ----------------------- | ----------------- | -------------- | ------------------------- | -------------------- |
| 14           | 1            | «Butterflies»           | David Wellington  | Tassie Cameron | 23 de junio de 2011       | 1,380                |
| 15           | 2            | «Might Have Been»       | Paul Shapiro      | Semi Chellas   | 30 de junio de 2011       | 1,070                |
| 16           | 3            | «Bad Moon Rising»       | David Wellington  | Russ Cochrane  | 7 de julio de 2011        | 1,399                |
| 17           | 4            | «Heart & Sparks»        | TW Peacocke       | Morwyn Brebner | 14 de julio de 2011       | 1,250                |
| 18           | 5            | «Stung»                 | Paul Fox          | Noelle Carbone | 21 de julio de 2011       | 1,506                |
| 19           | 6            | «In Plain View»         | David Wellington  | Adam Barken    | 28 de julio de 2011       | 1,311                |
| 20           | 7            | «The One That Got Away» | Steve DiMarco     | Tassie Cameron | 4 de agosto de 2011       | 1,402                |
| 21           | 8            | «Monster»               | John Fawcett      | Sean Reycraft  | 11 de agosto de 2011      | 1,585                |
| 22           | 9            | «Brotherhood»           | Steve DiMarco     | Adam Pettle    | 18 de agosto de 2011      | 1,226                |
| 23           | 10           | «Best Laid Plans»       | John Fawcett      | Russ Cochrane  | 25 de agosto de 2011      | 1,642                |
| 24           | 11           | «A Little Faith»        | Sturla Gunnarsson | Sherry White   | 1 de septiembre de 2011   | 1,365                |
| 25           | 12           | «On The Double»         | Peter Wellington  | Ellen Vanstone | 8 de septiembre de 2011   | 0,964                |
| 26           | 13           | «God's Good Grace»      | David Wellington  | Tassie Cameron | 8 de septiembre de 2011   | 1,465                |

### Temporada 3 (2012)
| N.º en serie | N.º en temp. | Título                                   | Dirigido por     | Escrito por         | Fecha de emisión original | Audiencia (millones) |
| ------------ | ------------ | ---------------------------------------- | ---------------- | ------------------- | ------------------------- | -------------------- |
| 27           | 1            | «The First Day of the Rest of Your Life» | David Wellington | Tassie Cameron      | 24 de mayo de 2012        | 1,303                |
| 28           | 2            | «Class Dismissed»                        | Tim Southam      | Russ Cochrane       | 31 de mayo de 2012        | 1,322                |
| 29           | 3            | «A Good Shoot»                           | David Wellington | Greg Nelson         | 7 de junio de 2012        | 1,341                |
| 30           | 4            | «Girls' Night Out»                       | Steve DiMarco    | Noelle Carbone      | 28 de junio de 2012       | 1,121                |
| 31           | 5            | «Messy Houses»                           | TW Peacocke      | Sherry White        | 5 de julio de 2012        | 1,123                |
| 32           | 6            | «Coming Home»                            | David Wellington | Ley Lukins          | 12 de julio de 2012       | 1,103                |
| 33           | 7            | «Leap of Faith»                          | Peter Wellington | Tassie Cameron      | 19 de julio de 2012       | 1,275                |
| 34           | 8            | «The Girlfriend Experience»              | John Fawcett     | Sandra Chwialkowska | 26 de julio de 2012       | 1,150                |
| 35           | 9            | «Out of Time»                            | John Fawcett     | Russ Cochrane       | 9 de agosto de 2012       | 1,325                |
| 36           | 10           | «Cold Comforts»                          | Paul Fox         | Sherry White        | 16 de agosto de 2012      | 1,212                |
| 37           | 11           | «The Rules»                              | Gregory Smith    | Greg Nelson         | 23 de agosto de 2012      | 1,269                |
| 38           | 12           | «Every Man»                              | David Wellington | Noelle Carbone      | 30 de agosto de 2012      | 1,070                |
| 39           | 13           | «I Never»                                | David Wellington | Tassie Cameron      | 6 de septiembre de 2012   | 1,017                |

### Temporada 4 (2013)
| N.º en serie | N.º en temp. | Título                     | Dirigido por     | Escrito por    | Fecha de emisión original | Audiencia (millones) |
| ------------ | ------------ | -------------------------- | ---------------- | -------------- | ------------------------- | -------------------- |
| 40           | 1            | «Surprises»                | David Wellington | Tassie Cameron | 23 de mayo de 2013        | 1,157                |
| 41           | 2            | «Homecoming»               | David Wellington | Russ Cochrane  | 30 de mayo de 2013        | 1,181                |
| 42           | 3            | «Different, Not Better»    | Lynne Stopkewich | Sherry White   | 27 de junio de 2013       | 1,042                |
| 43           | 4            | «The Kids Are Not Alright» | Peter Wellington | Noelle Carbone | 11 de julio de 2013       | 1,278                |
| 44           | 5            | «Poison Pill»              | Peter Wellington | Aubrey Nealon  | 18 de julio de 2013       | 1,226                |
| 45           | 6            | «Skeletons»                | T.W. Peacocke    | Ley Lukins     | 25 de julio de 2013       | 1,205                |
| 46           | 7            | «Friday the 13th»          | David Wellington | Sherry White   | 1 de agosto de 2013       | 1,336                |
| 47           | 8            | «For Better, for Worse»    | Kelly Makin      | Tassie Cameron | 8 de agosto de 2013       | 1,244                |
| 48           | 9            | «What I Lost»              | Paul Fox         | Noelle Carbone | 15 de agosto de 2013      | 1,192                |
| 49           | 10           | «You Are Here»             | Teresa Hannigan  | Ley Lukins     | 22 de agosto de 2013      | 1,165                |
| 50           | 11           | «Deception»                | Kelly Makin      | Aubrey Nealon  | 29 de agosto de 2013      | 1,196                |
| 51           | 12           | «Under Fire»               | Gregory Smith    | Russ Cochrane  | 5 de septiembre de 2013   | 1,099                |
| 52           | 13           | «You Can See the Stars»    | David Wellington | Tassie Cameron | 12 de septiembre de 2013  | 1,323                |

### Temporada 5 (2014)
| N.º en serie | N.º en temp. | Título                         | Dirigido por     | Escrito por     | Fecha de emisión original | Audiencia (millones) |
| ------------ | ------------ | ------------------------------ | ---------------- | --------------- | ------------------------- | -------------------- |
| 53           | 1            | «Blink»                        | David Wellington | Tassie Cameron  | 19 de mayo de 2014        | 1,859                |
| 54           | 2            | «All By Her Selfie»            | David Wellington | Sherry White    | 26 de mayo de 2014        | 1,570                |
| 55           | 3            | «Heart Breakers, Money Makers» | Gregory Smith    | Noelle Carbone  | 2 de junio de 2014        | 1,741                |
| 56           | 4            | «Wanting»                      | Peter Wellington | Russ Cochrane   | 9 de junio de 2014        | 1,664                |
| 57           | 5            | «Going Under»                  | T.W. Peacocke    | John Krizanc    | 16 de junio de 2014       | 1,602                |
| 58           | 6            | «Two Truths and a Lie»         | Peter Wellington | Adriana Maggs   | 23 de junio de 2014       | 1,592                |
| 59           | 7            | «Deal With The Devil»          | David Wellington | Noelle Carbone  | 9 de julio de 2014        | 1,585                |
| 60           | 8            | «Exit Strategy»                | Jeff Woolnough   | Matt MacLennan  | 16 de julio de 2014       | 1,498                |
| 61           | 9            | «Moving Day»                   | Teresa Hannigan  | Katrina Saville | 23 de julio de 2014       | 1,677                |
| 62           | 10           | «Fragments»                    | John Fawcett     | Russ Cochrane   | 30 de julio de 2014       | 1,258                |
| 63           | 11           | «Everlasting»                  | David Wellington | Sherry White    | 6 de agosto de 2014       | 1,523                |

### Temporada 6 (2015)
| N.º en serie | N.º en temp. | Título                 | Dirigido por     | Escrito por                      | Fecha de emisión original | Audiencia (millones) |
| ------------ | ------------ | ---------------------- | ---------------- | -------------------------------- | ------------------------- | -------------------- |
| 64           | 1            | «Open Windows»         | Peter Stebbings  | Tassie Cameron                   | 21 de mayo de 2015        | 1,532                |
| 65           | 2            | «Perfect Family»       | Eleanore Lindo   | Adriana Maggs                    | 28 de mayo de 2015        | 1,576                |
| 66           | 3            | «Uprising»             | Gregory Smith    | Sherry White                     | 4 de junio de 2015        | 1,686                |
| 67           | 4            | «Letting Go»           | Steve Dimarco    | Tassie Cameron & Katrina Saville | 11 de junio de 2015       | 1,603                |
| 68           | 5            | «A Real Gentleman»     | Paul Fox         | Karen Moore                      | 18 de junio de 2015       | 1,568                |
| 69           | 6            | «Home Run»             | Gregory Smith    | Shelley Eriksen                  | 24 de junio de 2015       | 1,422                |
| 70           | 7            | «Best Man»             | Charles Officer  | Adriana Maggs & Enuka Okuma      | 1 de julio de 2015        | 1,478                |
| 71           | 8            | «Integrity Test»       | James Genn       | Alan McCullough                  | 8 de julio de 2015        | 1,366                |
| 72           | 9            | «Ninety Degrees»       | T.W. Peacocke    | Tassie Cameron & Bradley Simpson | 15 de julio de 2015       | 1,466                |
| 73           | 10           | «Breaking Up the Band» | Jason Priestley  | Noelle Carbone                   | 22 de julio de 2015       | 1,215                |
| 74           | 11           | «74 Epiphanies»        | David Wellington | Tassie Cameron                   | 29 de julio de 2015       | 1,477                |